# Temporada de furacões no oceano Atlântico de 2014
A temporada de furacões no oceano Atlântico de 2014 foi uma temporada por abaixo da média que produziu nove ciclones tropicais, dos quais oito foram tempestades nomeadas, a menor quantidade desde a temporada de 1997, seis furacões e dois furacões maiores. Oficialmente, iniciou a 1 de junho de 2014 e finalizou a 30 de novembro de 2014. Estas datas historicamente têm descrito o período de cada ano quando a maioria de ciclones tropicais se formam na bacia do Atlântico.
Os prognosticadores acertaram em suas predições, a temporada foi abaixo da média. Isto em sua parte foi causado pela influência persistente de El Niño que obstaculizou a atividade ciclónica desse ano.

## Prognósticos
Os prognósticos da atividade ciclónica, são emitidos antes de cada temporada pelos experientes Philip J. Klotzbach, William M. Gray e sócios na Universidade Estadual do Colorado - CSU; e por separado os meteorólogos da NOAA.
A equipa de Klotzbach (anteriormente liderado por Gray) definiu a média do número de tempestades por temporada (1981 a 2010) de 12,1 tempestades tropicais, 6,4 furacões, 2,7 furacões maiores ou iguais à categoria três na escala de furacões de Saffir-Simpson e o índice ACE. A NOAA define uma temporada acima do normal, quase normal ou por abaixo do normal, por uma combinação do número de tempestades nomeadas, o número em atingir força de furacão, o número em atingir força de furacão maior e as do índice ACE.

### Prognósticos pré-temporada
A 13 de dezembro de 2013, a Tropical Storm Risk (TSR), um consórcio público formado por experientes em segurança, manejo de riscos e previsão climática estacional da University College London, emitiu uma faixa prolongada de prognósticos que preveem uma temporada de furacões acima da média. Em seu relatório, a TSR assinalou que a atividade de ciclones tropicais poderia ser de 14 (±4) tempestades nomeadas, 6 (±3) furacões, 3 (±2) furacões maiores, e um índice ACE acumulado de 106 (±58) unidades. Este prognóstico baseou-se em que pudesse se ver um incremento ligeiro dos ventos alisios no Atlântico tropical e um aumento ligeiro da temperatura superficial do mar na principal região ciclogénica do Atlântico.  Enquanto, a 24 de março de 2014, o Serviço Internacional do Clima (Weather Services International; WSI pela suas siglas em inglês), uma companhia subsidiária da The Weather Channel emitiu o seu primeiro prognóstico nos quais, poder-se-iam formar 11 tempestades tropicais com 5 furacões e 2 maiores à categoria três. Isto se afirmou sobre a base de dois factores: a temperatura superficial do mar poderia encontrar-se mais fria que a média do El Niño, que suprimiriam a intensidade da temporada.
A 7 de abril, a TSR emitiu o seu segundo prognóstico, baixando o número de ciclones tropicais em relação ao seu primeiro prognóstico. Previram-se 12 tempestades tropicais, 5 furacões e 2 maiores a categoria três e um índice ACE de 75 (±57) unidades. a 10 de abril, a Universidade Estadual do Colorado emitiu o seu primeiro prognóstico do ano, predizendo uma atividade menor à média (temporadas 1981-2010). Este baseia-se em que a El Niño se encontra em sua fase intensiva moderada e que a temperatura superficial do mar se encontra mais fria da média. A organização previa 9 tempestades tropicais, 3 furacões e 1 maior à categoria três com um índice ACE de 55 unidades. Por último, a probabilidade de que um furacão intenso atinga os Estados Unidos desde o mar do Caribe é menor que a média. Por último, a Universidade Estatal da Carolina do Norte (NCSU) afirmou no seu prognóstico a formação dentre 8 e 11 tempestades tropicais dos quais, entre 4 e 6 seriam furacões e entre 1 e 3 superariam a categoria três.
A United Kingdom Meteorological Office emitiu o seu prognóstico a 16 de maio, indicando que a temporada poderia ser ligeiramente abaixo da média. Previram-se 10 tempestades tropicais com uma probabilidade de 70% de que o número varie entre 7 e 13; 6 furacões com uma probabilidade de 70% de que varie entre 3 e 9. Também previram um índice ACE de 84 unidades com uma probabilidade de 70% de que varie entre 47 e 121 unidades. Por outro lado, a 22 de maio, a Administração Oceânica e Atmosférica Nacional (NOAA) emitiu o seu prognóstico, indicando uma probabilidade de 50% de uma temporada por abaixo da média, um 40% de uma temporada relativamente normal e um 10% de uma temporada por abaixo da média. Também se previa num 70%, a possibilidade de formação dentre 8 e 13 tempestades tropicais, dos quais entre 3 e 6 converter-se-iam em furacões e entre 1 ou 2 atingiriam ou superariam a categoria três na escala de Saffir-Simpson. Isto é devido à influência do El Niño, que propiciaria o aumento de ventos em forma de cisalhamento e o incremento da estabilidade atmosférica do Atlântico tropical, dificultando a formação de perturbações provenientes da África.

### Prognósticos em meados da temporada
No dia 7 de agosto, a Administração Oceânica e Atmosférica Nacional (NOAA) actualizou o seu prognóstico para a temporada, afirmando a formação dentre 7 e 12 tempestades tropicais nomeadas, dos quais, entre 3 e 6 converter-se-ão em furacões e entre 0 e 2 atingiriam ou superariam a categoria três. O dito deve-se a vários factores: as condições atmosféricas não eram favoráveis, devido à presença de cisalhamentos de vento, a proliferação de ondas tropicais débis e o aumento da estabilidade atmosférica. Igual sucedia nas condições oceánicas: temperatura superficial do mar baixa nos trópicos em comparação a outras bacias e o predominio de El Niño que suprimiria a formação de tempestades incrementando os factores anteriormente mencionados.

## Resumo da temporada
A primeira tempestade da temporada, o furacão Arthur, formou-se a 1 de julho, um mês após o início oficial, enquanto a última tempestade do ano, o Hanna, dissipou-se a 28 de outubro. O furacão Arthur converteu-se no mais temporã em tocar terra no estado da Carolina do Norte e foi o único em tocar terra sobre os Estados Unidos esta temporada. Formado de um área de baixa pressão não tropical sobre o sudeste do país, o furacão tocou terra sobre Shackleford Banks a 4 de julho com ventos máximos sustentados de 160 km/h como furacão de categoria dois e se dissipou dias depois sobre o mar do Labrador. O furacão causou uma morte indireta e $52,5 milhões (USD 2014) em danos.
Outras tempestades foram muito notáveis pelas suas características. Por exemplo, o furacão Bertha deslocou-se sobre as Pequenas Antilhas mas os seus impactos foram relativamente menores. As correntadas do furacão Cristóbal afectaram aos estados de Maryland e Nova Jérsia, provocando um morto em cada estado. A tempestade tropical Dolly tocou terra sobre o leste do México e provocou inundações severas pelas chuvas torrenciais. O furacão Edouard converteu-se no primeiro furacão maior da temporada e o primeiro em formar-se no Atlântico norte desde o furacão Sandy de 2012. Ainda que o Edouard não tocou terra, se atribuíram duas mortes na costa de Maryland devido as ondas ciclónicas do furacão. O furacão Fay afectou as Bermudas ainda que o seu impacto foi relativamente menor.
O furacão Gonzalo, o furacão mais intenso da temporada, provocou destruição nas Pequenas Antilhas e Bermuda; converteu-se no primeiro de categoria quatro desde o furacão Ophelia da temporada de 2011 e o mais intenso desde o furacão Igor da temporada de 2010. Causou 5 mortes indiretas e danos de ao menos $200 milhões (2014 USD). A última tempestade da temporada, a tempestade tropical Hanna que se formou derivado da tempestade tropical Trudy do Pacífico, tomou um trajecto incomum ao sudeste e foi a primeira em tocar terra sobre a Nicarágua desde o furacão Ida da temporada de 2009; produziu só precipitações e danos menores na sua passagem.

## Ciclones tropicais

### Furacão Arthur
O precursor do Arthur, foi uma baixa pressão que começou a ser monitorado pelo Centro Nacional de Furacões a 25 de junho enquanto se encontrava sobre o território sudeste dos Estados Unidos. a 27 de junho, uma baixa pressão não tropical se formou sobre a Carolina do Sul e iniciou a se deslocar em direcção sudeste, emergindo sobre o Atlântico ao dia seguinte. As condições ambientais permitiram o desenvolvimento da baixa, ademais dados de imagens de satélite e radar permitiram à NHC classificar ao sistema como a depressão tropical Um (01L) às 03:00 UTC de 1 de julho. Após isto, a convecção da depressão incrementou e a sua velocidade decresceu significativamente até ficar estacionário. Ademais, o cisalhamento de vento ao noroeste do sistema, que em dias anteriores impedia o desenvolvimento ciclónico do sistema, se encontrava se dissipando propiciando o fortalecimento deste. Por isso, a NHC o categorizou como a primeira tempestade tropical da temporada, com nome: Arthur, localizado a 155 quilómetros ao sudeste de Cabo Canaveral, Flórida. Pouco a pouco foi intensificando-se até converter num furacão categoria 1 com ventos de 130 quilómetros por hora e rachas mais fortes, sendo a primeira vez na história que o nome de Arthur atingisse a categoria de furacão depois que nas temporadas 1984, 1990, 1996, 2002 e 2008 só atingisse a categoria tempestade tropical. Isto se demonstrou no boletim das 09:00 UTC de 3 de julho, recompilado de dados de um avião caça furacões.
Durante as horas seguintes, o furacão Arthur seguiu definindo-se estruturalmente e intensificando-se funcionalmente. Nas imagens de satélite, podia-se observar um sistema de conveção profunda aderido a um olho evidentemente definido. Os ventos máximos nesse momento registaram-se em 150 km/h, no meio de condições ainda favoráveis mas limitadas para a sua intensificação. Às 01:00 UTC, o furacão atingiu a categoria dois, com ventos máximos de 160 km/h num minuto, enquanto localizava-se a 90 quilómetros ao este-nordeste de Cape Fear, Carolina do Norte.  Às 03:15 UTC, o olho do ciclone tocou terra sobre Shackleford Banks, entre Cape Lookout e Beaufort, Carolina do Norte. Após isto, o ciclone, com um olho bem definido, emergiu novamente ao Atlântico e iniciou o seu debilitamento, pela temperatura superficial do mar diminuída e um cisalhamento de vento próxima. a 5 de julho, o Arthur completou a sua conversão a ciclone extratropical, iniciada horas antes e consequentemente a NHC emitiu o seu último aviso passando à área de responsabilidade da Canadian Hurricane Centre. Por último, os remanescentes do ciclone deslocaram-se sobre a Gronelândia sem características extratropicais.
Como resultado disto, os danos foram limitados, com estradas inundadas e escombros ao longo da sua passagem, pelos Estados Unidos. No entanto, não se reportaram lesionados gravemente nem muito menos, pessoas falecidas. Na Nova Inglaterra, o Arthur trouxe inundações e cortes de eletricidade, resultando no fechamento de várias estradas e a suspensão de serviços marítimos.  No Atlântico canadiano, mais de 200 000 pessoas ficaram sem o serviço de eletricidade, sem reportes de lesionados ou pessoas falecidas.

### Depressão tropical Dois
A depressão tropical dois (02L) se categorizou de um área de baixa pressão a 21 de julho, cuja estrutura se estava a organizar se, ainda que este incremento resultou ser pouco, devido também ao seu tamanho, mas suficiente para ser classificado. Durante as seguintes horas, a sua intensidade e estrutura esteve constante, isto devido a um ambiente de ar seco e uma cisalhamento vertical de vento. a 23 de julho, a sua convecção desapareceu e foi degradada a uma onda tropical a 590 quilómetros ao leste-sudeste das Pequenas Antilhas.

### Furacão Bertha
O precursor do Bertha foi uma onda tropical que saiu do continente africano no final de julho. Esta onda, primeiramente permanecia desorganizado no Atlântico central, fortaleceu-se ao entrar a condições favoráveis. Foi declarada como a tempestade tropical Bertha a 1 de agosto às 03:00 UTC enquanto localizava-se a 445 quilómetros ao leste-sudeste dos Barbados. Com isto, se declararam avisos e alertas para enfrentar este sistema. Estruturalmente, o sistema possuía convecção profunda ao norte e leste do seu centro de circulação de magnitude baixa. Após isto, a tempestade se deslocou sobre as ilhas de Barlavento, Sotavento e ao sul de Porto Rico com uma estrutura desorganizada. a 2 de agosto, a tempestade tocou terra sobre a República Dominicana.
Seguindo um trajecto em direcção noroeste, a tempestade tropical Bertha ainda persistia desorganizada e com intensidade constante enquanto se deslocava sobre as ilhas Turcas e Caicos. Impactou às Bahamas durante umas seis horas aproximadamente. a 4 de agosto um avião caçadores de furacões descreveu ventos maiores a 120 km/h no centro do sistema.  Portanto, a NHC classificou ao Bertha como o segundo furacão da temporada, de categoria um com ventos maiores a 130 km/h ainda com pobre organização e uma pressão mínima de 998 hPa, muito alta para um furacão (p.ex. furacão Hernan: 992 hPa; tufão Faxai: 975 hPa). Às 09:00 UTC do dia seguinte, a NHC, com informação recompilada do avião caçafuracões, degradou ao Bertha a tempestade tropical enquanto localizava-se a 765 quilómetros ao leste das Bermuda. Após isto, o sistema continuou com o seu debilitamento gradual devido a um incremento do cisalhamento de vento, o seu contacto com águas frias e a interacção com um sistema frontal. a 6 de agosto, a NHC emitiu o seu último aviso sobre o Bertha já convertido num ciclone postropical. a 10 de agosto, seus remanescentes impactaram o Reino Unido provocando fortes chuvas e ventos, com um saldo de três pessoas falecidas.

### Furacão Cristobal
Em 11 de agosto, uma onda tropical intensa emergiu da costa de África. Depois de deslocar ao oeste por vários dias com variantes na sua intensidade, o sistema iniciou a organizar-se a 20 de agosto, ao leste das Pequenas Antilhas. Antes de atingir à ilha de Ilha de São Domingos, detectaram-se ventos de tempestade tropical mas não se percebeu uma circulação superficial definida. Após mover ao norte da ilha, a perturbação intensificou-se ainda mais enquanto tomava um giro em direcção noroeste, provocando chuvas torrenciais sobre a ilha. A 23 de agosto, a onda tropical foi declarado a depressão tropical Quatro (04L), depois que os aviões caça furacões encontrassem com um centro de circulação de magnitude baixa e suficiente organização. Dia depois converteu-se na tempestade tropical Cristóbal e a 26 de agosto converteu-se em furacão de categoria um, com uma característica deslocação errático. Enquanto encontrava-se a 715 quilómetros ao oeste-sudoeste das Bermudas, o furacão, com ausência de deslocação, atingiu o seu pico de intensidade de ventos de 130 km/h e pressão mínima de 983 hPa. Já deslocando ao norte e nordeste, o sistema passou entre Bermuda e o estado de Carolina do Norte sem mudanças na sua intensidade. Após isto, o furacão incrementou paulatinamente a sua velocidade de deslocação e, em conjunto, a sua intensidade, com um pico de ventos de 140 km/h e uma pressão mínima de 970 hPa. Finalmente, às 15:00 UTC de 29 de agosto, o Cristóbal converteu-se em ciclone extratropical ao leste-sudeste da costa de Nova Escócia. A seu passo, deixou vários dias de precipitações contínuas; reportaram-se dois mortos em Haiti, outros dois na República Dominicana e um nas ilhas Turcas e Caicos. Nos Estados Unidos, reportaram-se duas mortes: um de 17 anos em Sandy Hook, Nova Jérsia e outro, salvadorenho, em Ocean City, Maryland.

### Tempestade tropical Dolly
Uma onda tropical proveniente de África cruzou a península de Iucatã,  ao entrar em contacto com a Baía de Campeche fortaleceu-se e converteu-se na depressão tropical Cinco (05L) às 21:00 UTC de 1 de setembro. Depois, dados recopilados pelo avião caça furacões indicaram que a depressão se tinha convertido na tempestade tropical Dolly às 06:00 UTC de 2 de setembro. Às 12:00 UTC o sistema atingiu o seu pico de intensidade de ventos de 85 km/h enquanto encontrava-se localizado a 230 quilómetros ao leste-sudeste da costa do México. Funcionalmente, o sistema apresentava um centro de circulação localizado em parte a noroeste de uma longa massa de conveção profunda devido à influência de um cisalhamento de vento ao norte-noroeste e a entrada de ar seco. O Dolly tocou terra cerca de Tampico, México às 03:00 UTC de 3 de setembro com uma pressão mínima de 1002 hPa. Finalmente às 15:00 UTC desse dia, o sistema dissipou-se depois de perder o seu centro de circulação e conveção sobre o leste do México.  Ao impacto do ciclone nesse lugar, reportaram-se chuvas torrenciais que provocaram inundações em várias partes do estado de Tamaulipas. Em Tampico, três comunidades foram isoladas e reportou-se a morte de uma pessoa. No estado de Veracruz, a área mais afectada foi Cabo Rojo, onde 210 casas resultaram afectadas, 80 dos quais tiveram danos consideráveis e na capital do estado, Veracruz, uma casa e uma rua sofreram danos consideráveis, sem reportes de fatalidades.

### Furacão Edouard
Em 7 de setembro, uma onda tropical saiu da costa de África e entrou no oceano Atlântico. Esta onda esteve a se fortalecer gradualmente enquanto deslocava-se ao noroeste.  a 11 de setembro, o sistema organizou suas bandas convectivas e formou um centro de circulação, o suficiente para ser catalogado como a depressão tropical Seis a 1.400 quilómetros ao oeste do archipiélago de Cabo Verde. Fora de todo o perigo e apesar da influência moderada de um cisalhamento de vento ao sul, a depressão converteu-se na tempestade tropical Edouard, segundo o boletim do NHC às 03:00 UTC de 12 de setembro. Ao entrar em águas mais quentes, o sistema pôde organizar-se progressivamente e converteu-se em furacão de categoria um às 15:00 UTC de 14 de setembro. O Edouard seguiu intensificando-se gradualmente e às 15:00 UTC de 16 de setembro atingiu seu pico de intensidade, como furacão maior de categoria três e o primeiro desde o furacão Sandy, que atingiu o seu pico a 25 de outubro de 2012. Apresentava ventos sustentados num minuto de 195 km/h e pressão mínima de 955 hPa. Estruturalmente, o furacão apresentava um olho bem definido acompanhado por nublosidade central densa e convecção profunda bem definida. Depois, o Edouard entrou em águas mais frias e experimentou os efeitos do incremento do cisalhamento de vento, o que propiciou a sua tendência de enfraquecer. Às 15:00 UTC de 18 de setembro, o sistema foi considerado como furacão categoria um e às 21:00 UTC desse dia, tinha-se debilitado a tempestade tropical. Finalmente, 24 horas depois, o Edouard foi declarado ciclone postropical, enquanto deslocava-se em direcção a leste, com um vórtice de nuvens de baixo nível e uma convecção profunda totalmente ausente. Apesar da sua distância com terra, o furacão provocou dois mortos na costa de Ocean City, Maryland, ao ser arrastados pelas correntes, provocando o seu afogamento.

### Furacão Fay
O furacão Fay foi o primeiro furacão em tocar terra nas Bermudas desde o furacão Emily em 1987. A sexta tempestade nomeada e quinto furacão da temporada de furacões no Atlântico de 2014, Fay evoluiu a partir de uma ampla perturbação climática a vários centos de milhas ao nordeste das Pequenas Antilhas a 10 de outubro. Inicialmente um ciclone subtropical com um campo de vento expansivo e um campo de nuvens assimétrico, a tempestade gradualmente adquiriu características tropicais à medida que girava para o norte, passando a ser uma tempestade tropical a princípios da 11 de outubro. Apesar de estar afectada pela cisalhamento disruptiva do vento durante a maior parte de sua duração, a tempestade tropical Fay constantemente intensificado. Girando para o este, Fay atingiu brevemente o estado de furacão categoria 1 na escala de furacões de Saffir-Simpson enquanto tocava terra nas Bermudas a princípios da 12 de outubro. A cisalhamento do vento finalmente fez enfraquecimento em Fay, o que provocou que o furacão se debilite a tempestade tropical mais tarde nesse dia e se degenere num canal aberto cedo a 13 de outubro.

### Furacão Gonzalo
O furacão Gonzalo formou-se a 12 de outubro em águas do Atlântico central. A NHC começou a monitorar a uma onda tropical ao leste das Pequenas Antilhas a 10 de outubro. a 12 de outubro, segundo dados de um avião caçafuracões, se confimou que o sistema tinha tomado força e foi catalogado como a sétima tempestade tropical da temporada com nome: Gonzalo. No meio de condições muito favoráveis, ao dia seguinte, o sistema converteu-se a furacão de categoria um, enquanto se localizava próximo às ilhas Virgens Britânicas. A inícios de 16 de outubro, o sistema tomou forças e foi promovido a categoria dois, sendo promovido horas depois a categoria três. Após uns altibaixos na sua intensidade (e ter atingido pela primeira vez a categoria quatro a 15 de outubro), o Gonzalo atingiu (pela segunda vez) a categoria quatro às 09:00 UTC da 16 de outubro. Devido à perigo do furacão, emitiu-se um aviso de furacão para a região britânica das Bermuda. Às 15:00 UTC o sistema atingiu o seu pico de intensidade de ventos num minuto de 230 km/h e uma pressão mínima de 940 hPa. Estruturalmente o sistema possuía uma conveção muito acoplada ao seu centro, localizado sobre águas muito quentes e a presença de uma cisalhamento débil.

### Tempestade tropical Hanna
A inícios da semana de 19 de outubro, os remanescentes da tempestade tropical Trudy em conjunto com a humidade do ar, formaram uma área de baixa pressão. Estes se fortaleceram num ambiente de águas quentes e cisalhamento de vento moderada sobre a baía de Campeche enquanto se deslocavam inusualmente ao leste. em 22 de outubro, o sistema organizou a sua convecção e desenvolveu um centro de circulação de magnitude baixa pelo que a NHC o declarou como a depressão tropical Nove localizado a 255 quilómetros ao oeste-sudoeste de Campeche, México. Para esse tempo, emitiram-se avisos de tempestade tropical para as localidades compreendidas entre Celestún e Frontera ainda que pouco tempo depois se cancelaram. Pela influência moderada do cisalhamento ao sudoeste, o sistema não pôde se fortalecer mais e tocou terra sobre a península de Iucatã, entre Campeche e Ciudad del Carmen aproximadamente às 0:00 UTC de 23 de outubro. Já perdida a categoria de ciclone tropical, os seus remanescentes seguiram se deslocando ao leste e chegaram ao mar do Caribe onde o cisalhamento e o ar seco preveniram as possibilidades de regeneração por uns dias.
O sistema de remanescentes continuou deslocando ao noroeste do mar do Caribe. a 23 de outubro, a NHC deu uma baixa probabilidade de regeneração enquanto tinha uma possibilidade que um frente fria poderia prevenir a sua regeneração e potencialmente absorver ao sistema. No entanto, este cenário não se materializou e o sistema se fortaleceu nos dias seguintes, mostrando sinais de ciclogênesis a partir de 27 de outubro. Às 15:00 UTC, a sua atividade convectiva começou a ser visível nas imagens de satélite e a NHC reiniciou os seus avisos sobre a depressão, agora promovido como a tempestade tropical Hanna localizada a 55 quilómetros ao sul de Cabo Gracias a Dios e a 60 quilómetros ao norte-nordeste de Puerto Cabezas, Región Autónoma del Atlántico Sur na Nicarágua. Já activado os avisos de tempestade tropical entre o país e as Honduras, o sistema se deslocou ao oeste durante as horas seguintes e tocou terra uma hora depois no extremo nordeste da Nicarágua, ao nordeste da comunidade de Bismuna, sobre a lagoa desta comunidade. Finalmente, o sistema debilitou-se novamente a uma baixa pressão remanescente a inícios de 28 de outubro, ainda que durante os seguintes dias entrou novamente ao golfo das Honduras. A NHC continuou monitorando este sistema até que fez o seu terceiro e final contacto com terra sobre Belize às 03:00 UTC. Os remanescentes finalmente dissiparam-se no final desse dia sobre o nordeste da Guatemala. O Hanna não provocou perdas materiais nem humanas no México e América Central, mas não precipitações.

## Nome dos ciclones tropicais
| - Arthur - Bertha - Cristobal - Dolly - Edouard - Fay - Gonzalo - Hanna | - Isaias (sem usar) - Josephine (sem usar) - Kyle (sem usar) - Laura (sem usar) - Marco (sem usar) - Nana (sem usar) - Omar (sem usar) - Paulette (sem usar) | - Rene (sem usar) - Sally (sem usar) - Teddy (sem usar) - Vicky (sem usar) - Wilfred (sem usar) |

Os ciclones tropicais são fenómenos que podem durar desde umas quantas horas até um par de semanas ou mais. Por isso, pode ter mais de um ciclone tropical ao mesmo tempo e numa mesma região. Os prognosticadores meteorológicos atribuem a cada ciclone tropical um nome de uma lista predeterminada, para identificá-lo mais facilmente sem confundí-lo com outros. A Organização Meteorológica Mundial (OMM) tem designado centros meteorológicos regionais especializados a efeitos de monitorar e nomear os ciclones.
Os seguintes nomes foram usados para os ciclones tropicais que se formaram na bacia do Atlântico norte em 2014. Os nomes não usados estão marcados com cinza, e os nomes em negrita são das tempestades formadas. Os nomes retirados, se for o caso, serão anunciados pela Organização Meteorológica Mundial na primavera de 2015. Os nomes que não foram retirados serão usados de novo na temporada de 2020. Esta é a mesma lista usada na temporada do 2008, a excepção de Gonzalo, Isaías e Paulette, os quais substituíram a Gustav, Ike e Paloma respectivamente. O nome Gonzalo foi usado para nomear uma tempestade pela primeira vez neste ano.

### Nomes retirados
A Organização Meteorológica Mundial durante a XXXVII sessão da RA IV Hurricane Committee, a 17 de abril de 2015, não retirou nenhum nome dos usados em 2014 por se considerar que nenhum furacão provocou danos maiores e perdidas humanas consideráveis.

## Energia ciclônica acumulada
A tabela à esquerda mostra a Energia ciclônica acumulada (ACE, pelas suas siglas em inglês) para cada tempestade na temporada. O ACE é uma medida da energia do furacão multiplicado pela longitude do tempo em que existiu; as tempestades de longa duração, bem como furacões particularmente fortes, têm ACE alto. O ACE calcula-se somente a sistemas tropicais que excedem os 34 nós (39 mph, 63 km/h), isto é, força de tempestade tropical.
| 1 | 6,9475 | Arthur |  | 2             | 0             | 02L           |               |               |               |               |               |               |               |               |               |               |               |
| 3 | 5,5175 | Bertha |  | 4             | 7,9225        | Cristóbal     |               |               |               |               |               |               |               |               |               |               |               |
| 5 | 0,9275 | Dolly  |  | 6             | 15,6325       | Edouard       |               |               |               |               |               |               |               |               |               |               |               |
| 7 | 3,5600 | Fay    |  | 8             | 25,9725       | Gonzalo       |               |               |               |               |               |               |               |               |               |               |               |
| 9 | 0,2450 | Hanna  |  | Total: 66,725 | Total: 66,725 | Total: 66,725 | Total: 66,725 | Total: 66,725 | Total: 66,725 | Total: 66,725 | Total: 66,725 | Total: 66,725 | Total: 66,725 | Total: 66,725 | Total: 66,725 | Total: 66,725 | Total: 66,725 |